# Artere labiale posterioare
Arterele labiale posterioare reprezintă ramuri ale arterei pudendale interne care vascularizează și asigură cu sânge partea posterioare a labiilor mari și labiilor mici ale femeii.
Arterele labiale posterioare sunt omoloage cu arterele posterioarele ale scrotului la bărbați.